# Fortunato Scacchi

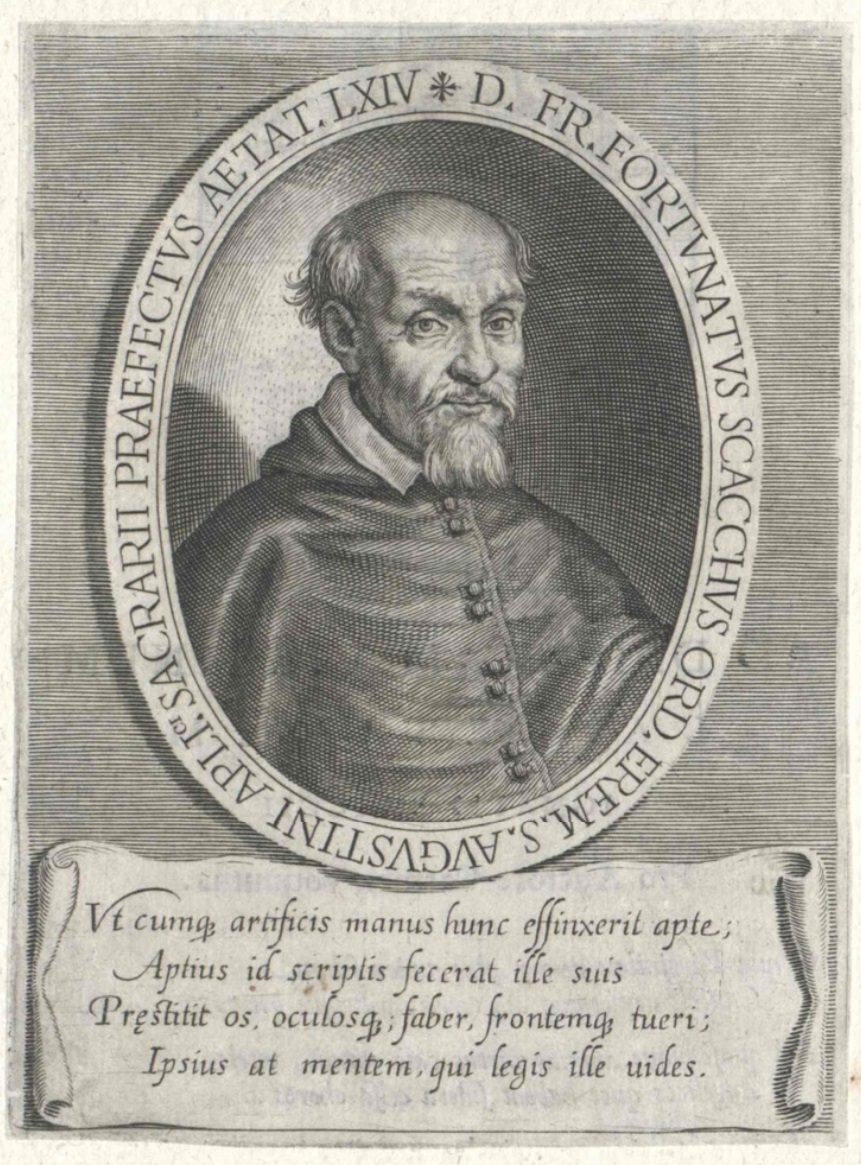
Fortunato Scacchi

Fortunato Scacchi (* 1560er Jahre in Trogir; † 1630er Jahre in Fano (Marken)) war ein Augustinermönch und Theologe.

## Leben
Scacchi war der Sohn eines führenden Bürgers von Ancona und einer Magd. Er studierte in Rimini, Rom und Alcalá de Henares in Spanien und lehrte Theologie, Hebräisch und Bibelauslegung in verschiedenen Ordensschulen der Augustiner in Italien. In der Folge ernannte ihn Papst Urban VIII. zum Sakristan des Apostolischen Palastes. Nach 15 Jahren in diesem Amt fiel er bei Urban VIII. in Ungnade und wurde abgesetzt. Er grämte sich darüber so sehr, dass er seine umfangreiche Bibliothek verkaufte und sich nach Fano zurückzog, wo er 1633 oder 1640 starb.

## Werke (Auswahl)

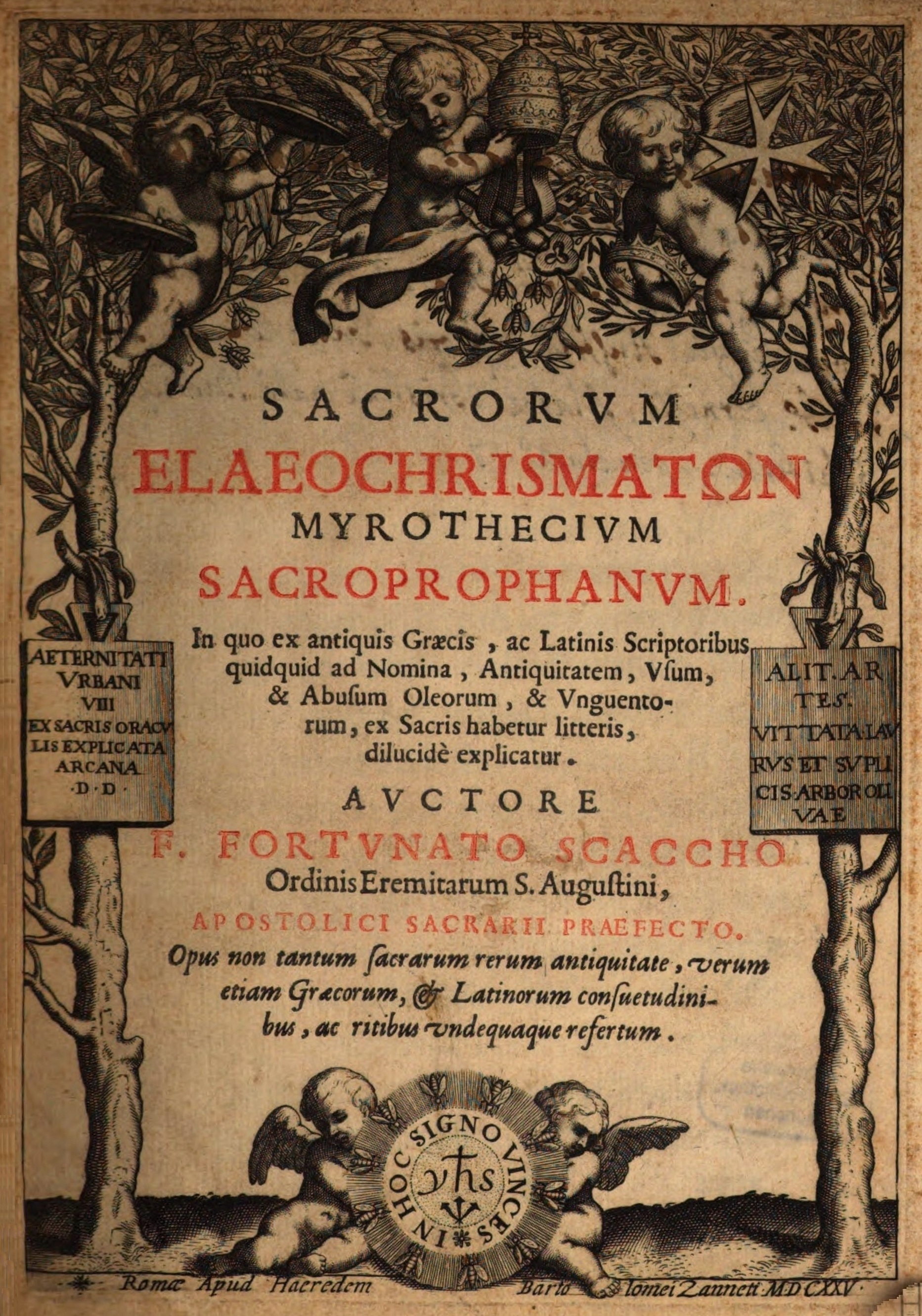
Myrothecium 1625

- Sacrorum Elaeochrismaton Myrothecia Tria, 3 Bände; Rom 1625, 1627 und 1637 (einbändige Ausgabe Amsterdam 1701); ein umfangreiches Werk über sakrale und profane Salbungen in der Bibel und ihrer Umwelt
- De Cultu et Veneratione Servorum Dei, Rom 1639; über Heiligsprechung und Heiligenverehrung
- Eine lateinische Bibelausgabe, enthaltend die vier Übersetzungen Vulgata, Santi Pagnini, Vetus Latina und die chaldäische Paraphrase, Venedig 1609
- Predigten, Rom 1636